# Коста Кулунџић
Коста Кулунџић (Београд, 1972) је амерички и српски уметник.

## Биографија
Првобитно се школовао за архитекту и дипломирао у Школи ликовних уметности у Паризу, 1988. године. Године 2012. добио је Награду Клауд Беролт.
Био је предавач на Паришком универзитету у Уметничкој школу Хонолулу, а након тога предавао класичној цртање на Хавајском универзитету. Кулунџићев деда је био православни свештеник.

## Рад
Кулунџић је 2012. године основао покрет „Под реализмом”, заједно са српским уметником Вуком Видором и француским уметником Стефан Пенричем. Покрет је настао као реакција против превелике концептуализације савременог сликарства: за њих је слика важнија од идеје. Њихов покрет представља групу уметника који деле исту визију и покушавају да се ослободе диктата тржишта и трендова.
Кулунџићев деда био је православни свештеник који је имао утицај на њега, који гради паралеле између верских текстова и насиља савременог друштва. Он инсценира карневалескни преокрет вредности, приказује свет у којем су жене преузеле власт над мушкарцима и извршиле најгрозније злочине у разиграној атмосфери. Кулунџић је скицирао саслушања суђења између Доналда Трампа и државе Хаваји, 2017. године. Свој рад приказао је у Немачкој, Белгији, Босни и Херцеговини, Кини, Хрватској, Сједињеним Државама, Италији, Мароку, Словенији, Пољској, Швајцарској, Србији и у Турској. Године 2018. изабран је за уметнички пројекат и од њега је затражено да наслика две фреске на паркингу Ројал Хамилиуса у Луксембургу, који је пројектовао архитекта Норман Фостер.